# Sumer királylista
A Sumer királylista sumer ékírásos irodalmi-történeti mű. Az úgynevezett I. íszíni dinasztia koráig, i. e. 1817-ig veszi számba az ország királyait és uralkodóházait. Összeállítói feltehetően több forrásból dolgoztak, a lista keletkezése az i. e. 22. és 21. század fordulójára tehető, s később kiegészítésére is sor került. A lista elkészítése mögött tetten érhető az i. e. 3. évezred végére jellemző ideológiai-politikai eszmerendszer, amelynek lényege, hogy Mezopotámiát politikailag egységes államként kezeli, ezért mindig egy-egy város dinasztiájának hegemóniáját tételezi fel.
A királyokat özönvíz előttiekre és utániakra osztja, és ezzel egyesíti a mitikus és a történeti hagyományt. A lista szerint az özönvíz előtt 8 király uralkodott, mindegyik hihetetlenül hosszú ideig: Enmeluanna 43 200, Alalgar és Dumuzi 36 000, mások 28 800, 21 000, ill. 18 600 évig. Irodalmi szempontból igen becses a „vízözön" előtti városok megnevezése (Kis és Uruk, s még inkább az ezt követő dinasztiák uralkodóihoz (például Etana, Mebarageszi, Enmerkar, Gilgames stb.) fűzött pár megjegyzés, amelyek mítoszokat, történelmi legendákat őriztek meg, s érintkeznek az epikus hagyománnyal is (Etana-eposz, Gilgames-eposz).
A királyság az özönvíz után hol egy északi város (Kis, Aksak, Akkád), hol pedig egy déli (Uruk, Ur, Íszín) kezébe került, ezt egészíti ki néhány Sumeron és Akkádon kívüli hatalom (Avan, Hamazim, Mári). A III. uri dinasztia elején (i. e. 2100 körül) összeállított szöveg az uri királyok politikai igényét fejezi ki Mezopotámia egyesítésére. E listát később újabb uralkodókkal egészítették ki. A sumer királylista az i. e. 3. évezred közepétől ad megbízható támpontokat.

## A királylista
A sémi neveket * jelöli.
| Uralkodó | Jelző | Uralmi időtartam | Korszak | Megjegyzések                                                               |
| --- | --- | --- | --- | -------------------------------------------------------------------------- |
| Predinasztikus királyok | Predinasztikus királyok | Predinasztikus királyok | i. e. 30. század vagy korábban                                                                                                   |                                                                            |
| „Amikor a királyság alászállt az égből, Eridu városban volt a királyság”                                                         | | | |                                                                            |
| Alulim | | 28800 év | |                                                                            |
| Alalgar | | 36000 év | |                                                                            |
| „Eridu várost elhagyom. Királysága Bad Tibira városba ragadtatott el”                                                            | | | |                                                                            |
| Enmeenluanna | | 43200 év | |                                                                            |
| Enmeengalanna | | 28800 év | |                                                                            |
| Dumuzi „isten” | „a pásztor” | 36000 év | |                                                                            |
| „Bad Tibira várost elhagyom. Királysága Larak városba ragadtatott el” (Suruppak hegemóniája)                                     | | | |                                                                            |
| Enszibzianna | | 28800 év | |                                                                            |
| „Larak várost elhagyom. Királysága Szippar városba ragadtatott el”                                                               | | | |                                                                            |
| Enmenduranna | | 21000 év | |                                                                            |
| „Szippar várost elhagyom. Királysága Suruppak városba ragadtatott el”                                                            | | | |                                                                            |
| Ubartutu ...(Ubar?)-du-du | | 18600 év | | vagy Ubara-Tutu                                                            |
| Szukurlam(?) | | | |                                                                            |
| Ziuszudra | | | | A vízözön túlélője                                                         |
| „5 város volt, 8 király, 241200 évig uralkodtak ott. A vízözön áradt el fölöttük.”                                               | | | |                                                                            |
| I. kisi dinasztia | I. kisi dinasztia | I. kisi dinasztia | i. e. 30. század után |                                                                            |
| „Az után, hogy a vízözön áradt el fölöttük, a királyság alászállt az égből. Kis városban volt a királyság.”                      | | | |                                                                            |
| Ga..úr | | 1200 év | |                                                                            |
| Gul-la-NIDABA-an-na | | 960 év | |                                                                            |
| *Palakinatim | | 900 év | |                                                                            |
| *Nangislisma | | … | |                                                                            |
| Bahina | | … | |                                                                            |
| Buannum | | 840 év | |                                                                            |
| *Kalibum (Ga-li-bu-um) | | 960 év | |                                                                            |
| *Kalumu (Ka-li-mu-mu) | | 840 év | |                                                                            |
| *Zukakip (Ka-ga-gi-ib) | | 900 év | |                                                                            |
| Atab | | 600 év | |                                                                            |
| *Masda (A-tab-ba) | „Atab fia” | 840 év | |                                                                            |
| *Arvium (Ar-pi-um) | „Masda fia” | 720 év | |                                                                            |
| Etana | „a pásztor, aki az égig emelkedett fel, aki az országokat megszilárdította”                                                      | 1560 év | |                                                                            |
| *Balih (Ba-li-ih) | „Etana fia” | 400 év | |                                                                            |
| Enmenunna | | 600 év | |                                                                            |
| Melámkisi (Ma-lam-Kis) | „Enmenunna fia” | 900 év | |                                                                            |
| *Barszalnunna (Bar-rak-nun-na)                                                                                                   | „Enmenunna fia” | 1200 év | |                                                                            |
| *Szumúg (? Mes-za) | „Barszalnunna fia” | 140 év | |                                                                            |
| *Tizkár (Ti-iz-gar) | „Samug fia” | 305 év | |                                                                            |
| *Ilkú | | 900 év | |                                                                            |
| *Iltaszadum | | 1200 év | |                                                                            |
| Mebarageszi | „aki Elam ország fegyvereit zsákmányként elhozta”                                                                                | 900 év | |                                                                            |
| Agga | „(En)-Mebarageszi fia” | 625 év | i. e. 27. század | egy eposz említi Gilgamessel való összeütközését                           |
| „23 király, 24510 évig, 3 hónapig, 3½ napig uralkodtak ott. Kis város fegyverrel leveretett, királysága Éannába ragadtatott el.” | „23 király, 24510 évig, 3 hónapig, 3½ napig uralkodtak ott. Kis város fegyverrel leveretett, királysága Éannába ragadtatott el.” | „23 király, 24510 évig, 3 hónapig, 3½ napig uralkodtak ott. Kis város fegyverrel leveretett, királysága Éannába ragadtatott el.” | „23 király, 24510 évig, 3 hónapig, 3½ napig uralkodtak ott. Kis város fegyverrel leveretett, királysága Éannába ragadtatott el.” | Éanna Uruk temploma volt.                                                  |
| I. uruki dinasztia | | | |                                                                            |
| *Meskiaggaser (Mesz-ki-ag-ga-se-ir)                                                                                              | „Uti isten fia, a tengerbe alámerült, a hegyvidék felé kiemelkedett”                                                             | 324 év | |                                                                            |
| *Enmerkar (En-me-kar) | „Meszkiaggaser fia, aki Uruk várost építette”                                                                                    | 420 év | | Ninszun apja                                                               |
| Lugalbanda (isten) | „a pásztor” | 1200 év | | Enmerkar hadvezére, Gilgames apja, felesége Ninszun                        |
| Dumuzi (isten) | „a halász, városa Kuara” | 100 év | | Valószínűleg nem közvetlenül Gilgames előtt uralkodott, hanem jóval előtte |
| Gilgames (isten) | „apja egy lillu volt. Kullab en-papja”. Más források szerint Lugalbanda és Ninszun fia                                           | 126 év | i. e. 27. század | egy eposz említi Aggával való összeütközését                               |
| Urnungal | „Gilgames fia” | 30 év | |                                                                            |
| Utulkalamma | „Urnungal fia” | 15 év | |                                                                            |
| Labahsum (Labaszher) | | 9 év | |                                                                            |
| *Ennundaranna (En-nun-nad-an-na)                                                                                                 | | 8 év | |                                                                            |
| ...-he-de (MES(?).HE) | „a kovács” | 36 év | |                                                                            |
| Melamanna | | 6 év | |                                                                            |
| *Lugalkitun (Lugal-ki-aga) | | 36 év | |                                                                            |
| „12 király, 2130 évig uralkodtak ott. Uruk város fegyverrel leveretett, királysága Ur városba ragadtatott el.”                   | | | |                                                                            |
| I. uri dinasztia | I. uri dinasztia | I. uri dinasztia | i. e. 26–25. század |                                                                            |
| Meszkalamdug | | | |                                                                            |
| Meszannepadda | | 80 év | | a Tummal-felirat alapján Gilgames és Agga kortársa                         |
| [ Aannepadda ] | „Meszannepadda fia” | x év | | a lista nem veszi figyelembe, vagy a következő király másik olvasata?      |
| *Meszkiag-Nanna (Mesz-kiuga-nuna)                                                                                                | „Meszannepadda fia” | 36 év | |                                                                            |
| Elulu | | 25 év | |                                                                            |
| Balulu | | 36 év | |                                                                            |
| „4 király, 177 évig uralkodtak ott. Ur város fegyverrel leveretett, királysága Avan városba ragadtatott el.”                     | | | |                                                                            |
| Avani dinasztia | | | |                                                                            |
| Hita | | … | |                                                                            |
| … | | … | |                                                                            |
| Kul.. | | 36 év | |                                                                            |
| „3 király, 356 évig uralkodtak ott. Avan város fegyverrel leveretett, királysága Kis városba ragadtatott el.”                    | | | |                                                                            |
| II. kisi dinasztia | | | |                                                                            |
| Su.. | | 201 év | |                                                                            |
| Dadaszig | | … | |                                                                            |
| Magalgalla (Mamagalla) | „a hajós” | 360 év | |                                                                            |
| *Kalbum (Ka-al-bu) | „Magalgalla fia” | 195 év | | a lagasi Éannatum Keselyű-sztéléjén szerepel                               |
| Meszalim | | | |                                                                            |
| Se-e(?) (KU-E) | | 365 év | | i. e. 26. század                                                           |
| Gasub(?)nunna | | 180 év | |                                                                            |
| Ibini | | | |                                                                            |
| *Enbi-Istár (?) | | 290 év | |                                                                            |
| Lugalmu | | 360 év | |                                                                            |
| „8 király, 3195 évig uralkodtak ott. Kis város fegyverrel leveretett, királysága Hamazi városba ragadtatott el.”                 | | | |                                                                            |
| Hamazi dinasztia | | | |                                                                            |
| *Hatanis (Hadanisz) | | 6 év | |                                                                            |
| „1 király, 6 évig uralkodott ott. Hamazi város fegyverrel leveretett, királysága Uruk városba ragadtatott el.”                   | | | |                                                                            |
| II. uruki dinasztia | | | |                                                                            |
| Enuhduanna | | | |                                                                            |
| Ensakusanna | | 60 év | | i. e. 2430–2400 körül                                                      |
| Lugalkiginedudu | | 2 év | | azonos az uri Lugalkiniseduduval                                           |
| Lugalkiszalszi | „Lugalkiginedudu fia” | 7 év | | azonos az uri uralkodóval                                                  |
| „3 király, … évig uralkodtak ott. Uruk város fegyverrel leveretett, királysága Ur városba ragadtatott el.”                       | | | |                                                                            |
| II. uri dinasztia | | | |                                                                            |
| Lugalkinisedudu | | … | | azonos az uruki Lugalkigineduduval                                         |
| Lugalkiszalszi | „Lugalkinisedudu fia” | … | | azonos az uruki uralkodóval                                                |
| ..gi | | … | |                                                                            |
| Kaku | „..gi fia” | … | |                                                                            |
| „4 király, 116 évig uralkodtak ott. Ur város fegyverrel leveretett, királysága Adab városba ragadtatott el.”                     | | | |                                                                            |
| Adabi dinasztia | | | |                                                                            |
| *Lugalannemundu | | 90 év | |                                                                            |
| „1 király, 90 évig uralkodott ott. Adab város fegyverrel leveretett, királysága Mári városba ragadtatott el.”                    | | | |                                                                            |
| I. mári dinasztia | I. mári dinasztia | I. mári dinasztia | | lásd még: Mári uralkodóinak listája                                        |
| *Ilsu | | 30 év | |                                                                            |
| ..zi | „Ilsu fia” | 17 év | |                                                                            |
| ..lugal | | 30 év | |                                                                            |
| ..lugal | | 20 év | |                                                                            |
| ..bimusmas | | 30 év | |                                                                            |
| ..ni | | 9 év | |                                                                            |
| „6 király, 136 évig uralkodtak ott. Mári város fegyverrel leveretett, királysága Kis városba ragadtatott el.”                    | | | |                                                                            |
| III. kisi dinasztia | | | |                                                                            |
| Kubaba (KU-bau) | „a korcsmárosnő, aki Kis város alapjait megszilárdította”                                                                        | 100 év | |                                                                            |
| „1 király, 100 évig uralkodott ott. Kis város fegyverrel leveretett, királysága Aksak városba ragadtatott el.”                   | | | |                                                                            |
| Aksaki dinasztia | | | |                                                                            |
| Unzi | | 30 év | | i. e. 25. század                                                           |
| Undalulu | | 12 év | |                                                                            |
| Urur | | 6 év | |                                                                            |
| *Puzurnirah | | 20 év | | i. e. 2400 körül                                                           |
| *Isuil | | 24 év | |                                                                            |
| *Su-Szín | „Isuil fia” | 7 év | | i. e. 23. század                                                           |
| „6 király, 99 évig uralkodtak ott. Aksak város fegyverrel leveretett, királysága Kis városba ragadtatott el.”                    | | | |                                                                            |
| IV. kisi dinasztia | IV. kisi dinasztia | IV. kisi dinasztia | | azonos a III. kisi dinasztiával és ahhoz kapcsolódik                       |
| *Puzur-Szín | „Kubaba fia” | 25 év | |                                                                            |
| Ur-Zababa | „Puzur-Szín fia” | 400 év | |                                                                            |
| *Szimudar | | 30 év | |                                                                            |
| Uszivatar | „Szimudar fia” | 7 év | |                                                                            |
| *Estarmuti | | 11 év | |                                                                            |
| *Ismé-Samas | | 11 év | |                                                                            |
| Nannia | „a kőfaragó” | 7 év | |                                                                            |
| „7 király, 491 évig uralkodtak ott. Kis város fegyverrel leveretett, királysága Uruk városba ragadtatott el.”                    | | | |                                                                            |
| III. uruki dinasztia | | | |                                                                            |
| Lugalzageszi | | 25 év | |                                                                            |
| „1 király, 25 évig uralkodott ott. Uruk város fegyverrel leveretett, királysága Agade városba ragadtatott el.”                   | | | |                                                                            |
| Akkád dinasztia | | | |                                                                            |
| *Sarrukín | „apja datolyakertész – Urzababa pohárnoka, aki Agade várost építette”                                                            | 56 év | |                                                                            |
| *Rímus | „Sarrukín fia” | 9 év | |                                                                            |
| *Manistusu | „Rímus bátyja, Sarrukín fia” | 15 év | |                                                                            |
| *Narám-Szín | „Manistusu fia” | 37 év | |                                                                            |
| *Sarkalisarri | „Narám-Szín fia” | 25 év | |                                                                            |
| Igigi | „király volt?” | | |                                                                            |
| Nanum | „király volt?” | | |                                                                            |
| Imi | „király volt?” | | |                                                                            |
| Elulu | „király volt?” | „Négyen királyok voltak, 3 évig uralkodtak”                                                                                      | |                                                                            |
| Dudu | | | |                                                                            |
| Suturul | „Dudu fia” | | |                                                                            |
| „11 király, 181 évig uralkodtak ott. Agade város fegyverrel leveretett, királysága Uruk városba ragadtatott el.”                 | | | |                                                                            |
| IV. uruki dinasztia | | | |                                                                            |
| Urnigin | | 7 év | |                                                                            |
| Urgigir | „Urnigin fia” | 6 év | |                                                                            |
| Kudda | | 6 év | |                                                                            |
| *Puzurlili | | 5 év | |                                                                            |
| Urutu | | 6 év | |                                                                            |
| „5 király, 30 évig uralkodtak ott. Uruk város fegyverrel leveretett, királysága a Gutium hordához ragadtatott el.”               | | | |                                                                            |
| Guti dinasztia | | | |                                                                            |
| | „egy király, neve nincs” | 3 év | |                                                                            |
| Imta' | | 3 év | |                                                                            |
| Inkisus | | 6 év | |                                                                            |
| Szarlagab | | 6 év | |                                                                            |
| *Sulme(Iarlagas) | | 6 év | |                                                                            |
| Elulumes | | 6 év | |                                                                            |
| Inimabakes | | 5 év | |                                                                            |
| Igesaus | | 6 év | |                                                                            |
| Iarlagab | | 15 év | |                                                                            |
| Ibate | | 3 év | |                                                                            |
| Iarlangab | | 3 év | |                                                                            |
| Kurum | | 1 év | |                                                                            |
| Habilkin | | 3 év | |                                                                            |
| Learabum | | 2 év | |                                                                            |
| Irarum | | 2 év | |                                                                            |
| Ibranum | | 1 év | |                                                                            |
| Hablum | | 2 év | |                                                                            |
| Puzur-Szín | „Hablum fia” | 7 év | |                                                                            |
| Iarlaganda | | 7 év | |                                                                            |
| Szi'u | | 7 év | |                                                                            |
| Tirigan | | 40 nap | |                                                                            |
| „21 király, 91 évig, 40 napig uralkodtak ott. A Gutium horda fegyverrel leveretett, királysága a Uruk városba ragadtatott el.”   | | | |                                                                            |
| V. uruki dinasztia | | | |                                                                            |
| Utu-hegal | | 7 év, 6 hónap, 7 nap | |                                                                            |
| „1 király, 7 évig, 6 hónapig, 7 napig uralkodott ott. Uruk város fegyverrel leveretett, királysága Ur városba ragadtatott el.”   | | | |                                                                            |
| III. uri dinasztia | | | |                                                                            |
| Ur-Nammu | | 18 év | |                                                                            |
| Sulgi isten | „Urnammu isten fia” | 48 év | |                                                                            |
| Búr-Szín isten | „Sulgi isten fia” | 9 év | | másképpen Amar-Szuen                                                       |
| Su-Szín | „Búr-Szín isten fia” | 9 év | |                                                                            |
| *Ibbí-Szín | „Su-Szín fia” | 24 év | |                                                                            |
| „5 király, 108 évig uralkodtak ott. Ur város fegyverrel leveretett, királysága Íszín városba ragadtatott el.”                    | | | |                                                                            |
| I. íszíni dinasztia | I. íszíni dinasztia | I. íszíni dinasztia | Középső kronológia |                                                                            |
| *Isbí-Erra | | 33 év | i. e. 2017 – 1985 |                                                                            |
| *Sú-ilísu isten | „Isbi-Erra fia” | 10 év | i. e. 1984 – 1975 |                                                                            |
| *Idin-Dagan | „Sú-ilísu fia” | 21 év | i. e. 1974 – 1954 |                                                                            |
| *Ismé-Dagan | „Idin-Dagan fia” | 20 év | i. e. 1954 – 1935 |                                                                            |
| *Lipit-Istar isten | „Ismé-Dagan fia” | 11 év | i. e. 1934 – 1924 |                                                                            |
| Ur-ninurta isten | | 28 év | i. e. 1923 – 1896 |                                                                            |
| Búr-Szín | „Ur-ninurta isten fia” | 21 év | i. e. 1895 – 1875 |                                                                            |
| *Lipit-Enlil | „Búr-Szín fia” | 5 év | i. e. 1874 – 1870 |                                                                            |
| *Erra-imitti isten | | 8 év | i. e. 1869 – 1862 |                                                                            |
| *Enlil-báni isten | | 24 év | i. e. 1861 – 1838 |                                                                            |
| Zambia isten | | 3 év | i. e. 1837 – 1835 |                                                                            |
| *Iterpísa isten | | 4 év | i. e. 1834 – 1831 |                                                                            |
| Urduguka isten | | 4 év | i. e. 1830 – 1828 |                                                                            |
| *Szín-magir isten | | 11 év | i. e. 1827 – 1817 |                                                                            |
| „14 király, 203 évig uralkodtak ott.”                                                                                            | | | |                                                                            |
| *Damik-ilisu | | | i. e. 1816 – 1794 | nem szerepel a királylistán, a larszai Rím-Szín leverte                    |